# یاما-اوبا

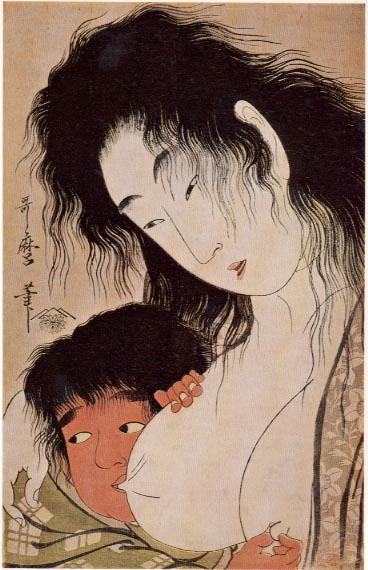
یاما-اوبا و کینتارو.

یاما-اوبا (山 姥؟)، به معنای: عجوزهٔ کوهستان، یک یوکای («روح» یا «هیولا») است که در فولکلور ژاپن یافت می‌شود. نام او ممکن است به صورت یامامبا یا یامانبا نیز تلفظ شود. یاما-اوبا گاهی با یوکی-اونا («زن برفی») اشتباه گرفته می‌شود، حال آنکه این دو چهره با یکدیگر یکی نیستند.

## شرح
گفته می‌شود که یاما-اوبا، یا ارواح ماده کوهستان، موجوداتی خبیث و خطرناکند. در میان یاما-اوباها، تنها مادر کینتارو در این زمینه مستثنی است.